# 加拿大衞生法令
《加拿大卫生法令》（英語：The Canada Health Act）是加拿大法律的一部分，在1984年开始实行。《加拿大卫生法令》首次确立了指定省和地区健康保险计划必须符合的条件和标准，以便接受加拿大健康转移支付项下的联邦转移支付。这些标准要求对所有投保服务（针对所有“投保人”）实行全民覆盖。
“受保健康服务”包括医院服务、医生服务和外科-牙科服务，如不包括在其他范围内，例如由省级工人补偿方案提供给受保人士。
该法案只涉及如何为该系统融资。该法案还涉及学生等专业人士。由于加拿大联邦制政府各级政府的宪法权力分工，遵守《加拿大卫生法令》条件是自愿的。然而，财政杠杆帮助确保了全国范围内相对稳定的覆盖水平。尽管在细节上存在争议，但该法令仍然非常受欢迎。
在广泛的讨论中，该法令经常与一般的医疗保健系统混为一谈。然而，该法案对如何组织和提供护理保持沉默，只要符合其标准。该法令规定，“加拿大卫生保健政策的主要目标是保护、促进和恢复加拿大居民的身心健康，并促进在没有财政或其他障碍的情况下合理获得卫生服务。”
另一个引起争论的原因是什么应该包括在“保险服务”的范围内。由于历史原因，加拿大卫生法令对保险服务的定义在很大程度上仅限于医院或医生提供的医疗服务。随着医疗服务从医院转移到家庭和社区，它越来越超出了法案的规定。国际数据显示，加拿大约70%的卫生支出来自公共来源，使加拿大低于经合组织的平均水平。然而，健康保险包括诊所和医生办公室的外科手术和服务，包括心理治疗，以及牙科诊所的牙科手术和实验室检查。